# 비객
《비객》은 한국방송공사 2TV 특집드라마이다.

## 제작진
- 극본 : 오광재
- 연출 : 류시형

## 출연진
- 장항선
- 오현경
- 박병호
- 최선자
- 김기섭
- 서우림